# Габаре, Луи
Луи Габаре (фр. Louis Gabaret; 26 декабря 1632 года, Олерон  — 3 марта 1677 года, Тобаго) — французский адмирал XVII века. Он известен, главным образом, своим участием в Голландской войне.

## Биография
Луи Габаре был сыном Пьера Габаре, капитана торгового корабля из Сен-Дени-д'Олерон. В 1620-х годах его отец женился на Рене Пикард, которая родила ему шестерых детей, включая Луи, родившегося 26 декабря 1632 года.
Его карьера на Королевском флоте началась в 1646 году, когда он служил на корабле Saint-Jean под командованием своего родственника Матурина Габаре. Франция тогда вела войну с Габсбургами, и Saint-Jean был частью французского флота, действовавшего в Средиземном море. С 1653 по 1657 он служил в чине лейтенанта на каперском корабле в Вест-Индии, охотясь за испанскими "призами". В конце этой кампании он вновь отправляется в Средиземное море на борту Le François. Проведя 2 кампании в Средиземном море, он в 1664 году отправляется в Кайенну, доставив поселенцев, боеприпасы и продовольствие для Вест-Индской компании.
31 марта 1665 года он был утверждён в звании лейтенанта. 5 сентября 1666 года, в начале Деволюционной войны, он был назначен капитаном корабля, и далее командовал фрегатом La Diligente в 1666 году под началом герцога де Бофора.
В 1670 году он командовал небольшой эскадрой Королевского флота в Вест-Индии. Затем он получил приказ генерал-губернатора де Бааса отправиться в Сан-Доминго, чтобы помочь подавить восставших жителей. Прибыв в феврале 1671 года на остров Тортуга после долгой задержки, он взял к себе на борт губернатора Огерона: вместе они отправились в Леоган, где жители упорствовали в том, что они не признают Компанию, а затем в Пети-Гоав.

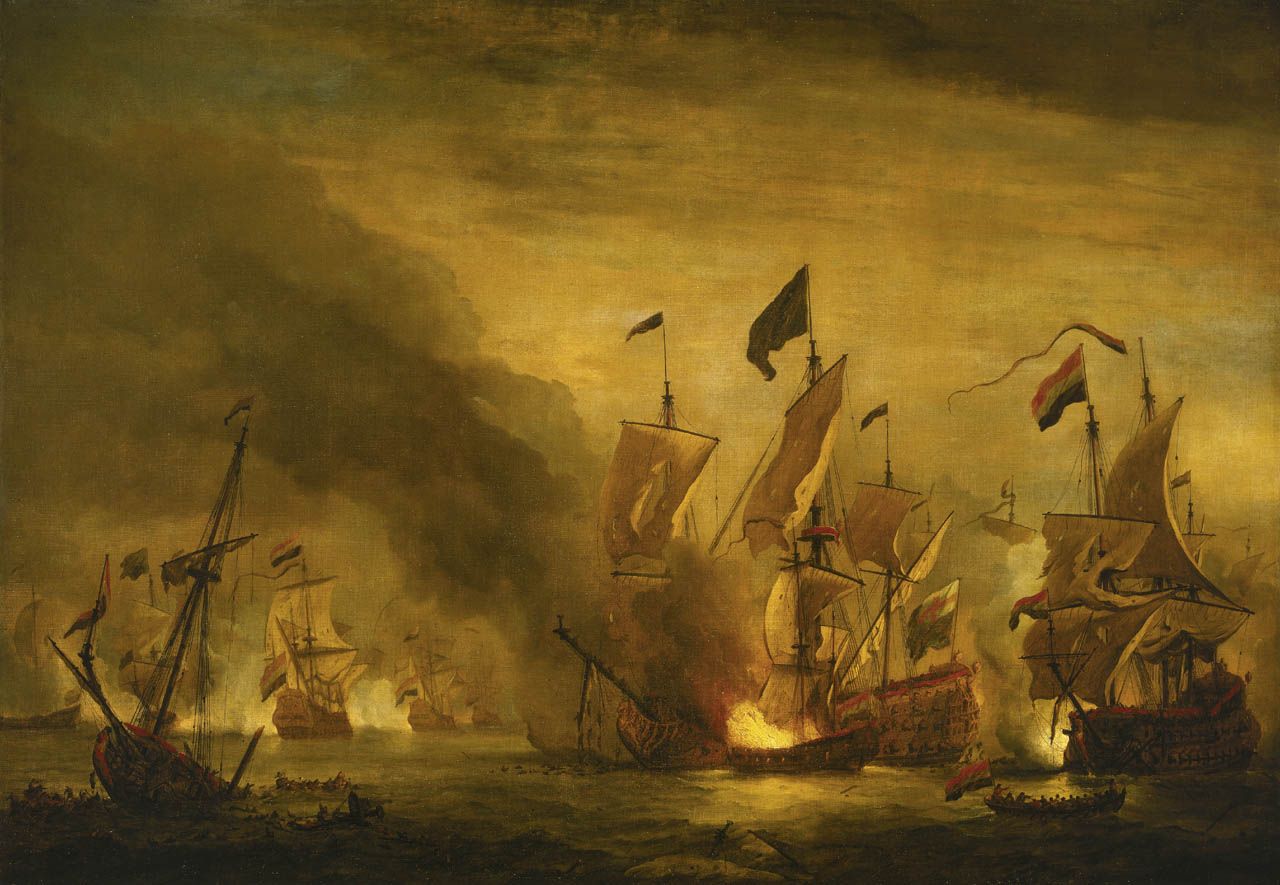
Бомбардировка Royal James в сражении при Солебее, 28 мая 1672 года

В 1672 году начались боевые действия против голландцев при первоначальной поддержке Англии. Военно-морские силы под командованием графа д'Эстре присоединились к английским близ Дувра. В этом флоте Луи Габаре командовал Le Saint-Philippe. 7 июня в сражении при Солебее он выдержал двенадцатичасовую битву, в ходе которой потерял пятьдесят человек. Столкновения возобновились в следующем году. Он на этот раз командовал L'Aquilon. 7 июня 1673 года, через год после Солебея, он участвовал в Первом сражении при Схооневелте, в ходе которого он снова потерял пятьдесят пять человек убитых и раненых. Во время Второго сражения при Схооневелте и сражения при Текселе, двух боёв, которые произошли в последующие недели и месяцы, он понёс дальнейшие потери.
В начале 1676 года граф д'Эстре получил приказ направить экспедицию на Антильские острова против голландских колоний. Между тем, Луи Габаре воевал в Средиземном море под командованием Авраама Дюкена против флота адмирала де Рюйтера. 8 января 1676 года он командовал арьергардом французского флота в сражении при Стромболи на борту Sans-Pareil (70 орудий). 11 апреля он участвовал в сражении у Агосты, во время которого де Рюйтер был убит, и 2 июня в сражении при Палермо — окончательная победа, которая дала французскому флоту господство в Средиземном море.
Флот Д'Эстре в итоге покинул Брест 6 октября с эскадрой из шести кораблей. Луи Габаре - один из его капитанов, он командует L'Intrépide. Он участвовал в отвоевании Кайенны у голландцев в декабре 1676 года. Д'Эстре ведёт свой флот на Мартинику, где узнаёт, что голландцы собирают свои силы на Тобаго и решает пойти навстречу им.

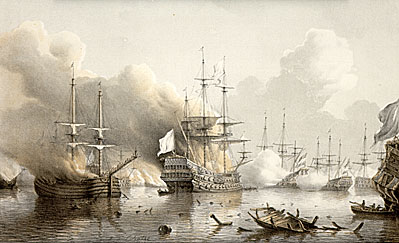
Первое сражение у Тобаго, 3 марта 1677 года

После долгой рекогносцировки 20 февраля было принято решение атаковать одновременно с суши и моря. Эскадра отправилась в гавань, где голландцы поставили свои боевые корабли на якорь полумесяцем. Но L'Intrépide Габаре наткнулся на риф, и планы изменились. 3 марта атака была возобновлена, эскадра входит в гавань. Во время боя на L'Intrépide Луи Габаре получил три ранения, четвёртое стало для него смертельным. Огонь распространился на его корабль, который в итоге был сожжён.